# Роб Банкс
Ричард О'Нийл Бърел (на английски: Richard O'Neil Burrell), по-известен като Роб Банкс (на английски: Robb Banks), е американски ъндърграунд хип-хоп изпълнител.

## Биография
Ричард е роден на 22 септември 1994 г. в Ню Йорк, Ню Йорк. Баща му, Шаги, е известен ямайско-американски реге фюжън DJ и изпълнител от началото на 90-те години на 20 век. На 6-годишна възраст Бърел напуска Ню Йорк и заживява във Флорида с майка си. Започва да рапира, когато става на 12 г., а 3 години по-късно решава сериозно да се занимава с хип-хоп. През 2012 г. Роб Банкс издава първия си микстейп – Calendars, с който още месец по-късно става популярен в социалната мрежа, чрез микроблог-сайта Тъмблър.

## Дискография

### LP
- Calendars (2012)
- Tha City (2013)
- Year of the Savage (2015)
- No Rooftops (2016)
- C2: Death of My Teenage (2016)
- MollyWorld (2018)
- Cloverfield3 (2018)
- Connected (2019) – с УайФайсФюнеръл
- Road to Falconia (Arc 0) (2019)
- No Rooftops 2 (2020)

- Tha Leak, Vol. 1 (2020)

- Tha Leak, Vol. 2 (2020)

- Falconia (2021)

### EP
- 2PhoneShawty (2015)
- No Trespassing (2015) – с Крис Травис
- Cloverfield 2.0 (2017)
- 2 Pillz (2017)
- 100 Year War (Pt. 1: Golden Age) (2018)

### Сингли
- Practice (2013)
- All the Way Live (2013)
- On Me (2013)
- 2PhoneShawty (2014)
- 24/7 (2015) – с ИндигоЧайлдРик
- Solid (2015) – с Крис Травис
- Pressure (2015)
- BETT (2016)
- ILYSM (2017) – с Феймъс Декс
- ShootOut (2018)
- Can't Feel My Face (2019) – с УайФайсФюнеръл
- Hentai (2019)